# Maham Anga
Maham Anga (morte en 1562) est la nourrice de l'empereur moghol Akbar, et souvent désignée comme sa mère adoptive, du fait que sa mère biologique Hamida Banu Begum était en exil avec son père Humayun durant la croissance d'Akbar.
Après que Bairam Khan, le régent durant la minorité d'Akbar, fut expulsé de la cour moghole après sa rébellion,le parti de Maham Anga et d'Adham Khan triomphe et Akbar fit appel a Maham Anga pour qu'elle devienne son premier ministre.
Maham Anga était la mère du général moghol Adham Khan, frère de lait d'Akbar, et après que celui-ci eut assassiné Ataga Khan, le général favori d'Akbar et le contrôleur de finances, Adham Khan fut mis à mort et jeté du haut des murailles du Fort d'Agra par Akbar lui-même (deux fois).
Bien que meurtrie par la mort de son fils, Maham Anga, à la grande surprise d'Akbar, lui dit: "Vous avez bien fait", après qu'Akbar lui eut livré la nouvelle de son exécution. Elle meurt en 1562 peu de temps après son fils, après être devenue démente et folle.
Sa tombe, qui est aussi celle de son fils, connu sous le nom de Tombe d'Adham Khan, a été construite par Akbar, et populairement nommée Bhul-bulaiyan, en raison du labyrinthe dans sa structure, se trouve au nord du Qûtb Minâr.